# イギリスの副首相
グレートブリテン及び北アイルランド連合王国副首相（グレートブリテンおよびきたアイルランドれんごうおうこくふくしゅしょう、英語: Deputy Prime Minister of the United Kingdom of Great Britain and Northern Ireland）は、イギリスの内閣における役職の一つである。

## 地位
イギリスの副首相は常設のポストではなく、首相によって副首相が任命されたときのみ在任する。他の閣僚と同様、国王によって認証が行われる。内閣の一員であること以外には法的な職掌を伴わず、首相の職権を臨時に代理したり、継承したりするといった規定や慣行もない。類似した役職として、同じく非常設のポストである筆頭国務大臣があるが、こちらも名誉職であり、他の閣内大臣によって兼任されることが多い（副首相自身が筆頭国務大臣を兼ねている場合もある）。いずれも、首相不在時に首相に対するクエスチョンタイムが開かれた際、首相の代わりに答弁に立つことはある。

## 歴史
イギリスにおいて最初に副首相という役職が登場したのは、ウィンストン・チャーチル政権下の1942年のことである。当時のイギリスでは、第二次世界大戦遂行のため挙国一致の大連立内閣（第1次チャーチル内閣）が形成されており、庶民院（下院）で第1党の保守党の党首チャーチルが首相を務める内閣に、下院第2党である労働党の党首クレメント・アトリーが副首相として入閣した。
第二次世界大戦後のイギリスでは再び単独政権の時代が長く続き、副首相の任命が行われないことも少なくなかったが、2010年に行われた総選挙では、どの政党も単独では下院の過半数の議席を獲得できない「ハング・パーラメント」と呼ばれる状態となった。その結果、保守党と自由民主党の2党によって戦後初となる連立政権が発足し、保守党党首デーヴィッド・キャメロンが首相を務める内閣に、連立のパートナーとなった自由民主党の党首ニック・クレッグが副首相として入閣した。2021年9月15日にボリス・ジョンソン首相が内閣改造を行った際、ターリバーン攻勢への対応に批判が集まった外務大臣ドミニク・ラーブを司法大臣兼大法官に横滑りさせ事実上の降格となったが、さらに副首相を兼任させることでジョンソンにはラーブの痛手を和らげる意図があったと推測された。

## 副首相の一覧
| 所属政党： 保守党 労働党 自由民主党 |

| 副首相の氏名 | 副首相の氏名                                          | 副首相の氏名                              | 在任期間                                  | 政党                                      | 兼職                                                                      | 首相                   | 首相                         |
| ------------ | ----------------------------------------------------- | ----------------------------------------- | ----------------------------------------- | ----------------------------------------- | ------------------------------------------------------------------------- | ---------------------- | ---------------------------- |
|              | クレメント・アトリー Clement Richard Attlee           |                                           | 1942年2月19日 - 1945年5月23日             | 労働党 (党首)                             | 領土大臣 (1943年まで) 枢密院議長 (1943年より)                             |                        | ウィンストン・チャーチル     |
|              | 不在期間（1945年5月23日 - 1945年7月26日）             |                                           |                                           |                                           |                                                                           |                        | ウィンストン・チャーチル     |
|              | ハーバート・モリソン Herbert Stanley Morrison         |                                           | 1945年7月26日 - 1951年10月26日            | 労働党 (副党首)                           | 枢密院議長 (1951年まで) 庶民院院内総務 (1951年まで) 外務大臣 (1951年より) |                        | クレメント・アトリー         |
|              | アンソニー・イーデン Robert Anthony Eden              |                                           | 1951年10月26日 - 1955年4月6日             | 保守党                                    | 外務大臣                                                                  |                        | ウィンストン・チャーチル     |
|              | 不在期間（1955年4月6日 - 1962年7月13日）              | 不在期間（1955年4月6日 - 1962年7月13日）  | 不在期間（1955年4月6日 - 1962年7月13日）  | 不在期間（1955年4月6日 - 1962年7月13日）  | 不在期間（1955年4月6日 - 1962年7月13日）                                  |                        | アンソニー・イーデン         |
|              | 不在期間（1955年4月6日 - 1962年7月13日）              | 不在期間（1955年4月6日 - 1962年7月13日）  | 不在期間（1955年4月6日 - 1962年7月13日）  | 不在期間（1955年4月6日 - 1962年7月13日）  | 不在期間（1955年4月6日 - 1962年7月13日）                                  | ハロルド・マクミラン   |                              |
|              | リチャード・バトラー Richard Austen Butler            |                                           | 1962年7月13日 - 1963年10月18日            | 保守党                                    | 筆頭国務大臣                                                              |                        |                              |
|              | 不在期間（1963年10月18日 - 1979年5月4日）             | 不在期間（1963年10月18日 - 1979年5月4日） | 不在期間（1963年10月18日 - 1979年5月4日） | 不在期間（1963年10月18日 - 1979年5月4日） | 不在期間（1963年10月18日 - 1979年5月4日）                                 |                        | アレック・ダグラス＝ヒューム |
|              | 不在期間（1963年10月18日 - 1979年5月4日）             | 不在期間（1963年10月18日 - 1979年5月4日） | 不在期間（1963年10月18日 - 1979年5月4日） | 不在期間（1963年10月18日 - 1979年5月4日） | 不在期間（1963年10月18日 - 1979年5月4日）                                 | ハロルド・ウィルソン   |                              |
|              | 不在期間（1963年10月18日 - 1979年5月4日）             | 不在期間（1963年10月18日 - 1979年5月4日） | 不在期間（1963年10月18日 - 1979年5月4日） | 不在期間（1963年10月18日 - 1979年5月4日） | 不在期間（1963年10月18日 - 1979年5月4日）                                 | エドワード・ヒース     |                              |
|              | 不在期間（1963年10月18日 - 1979年5月4日）             | 不在期間（1963年10月18日 - 1979年5月4日） | 不在期間（1963年10月18日 - 1979年5月4日） | 不在期間（1963年10月18日 - 1979年5月4日） | 不在期間（1963年10月18日 - 1979年5月4日）                                 | ハロルド・ウィルソン   |                              |
|              | 不在期間（1963年10月18日 - 1979年5月4日）             | 不在期間（1963年10月18日 - 1979年5月4日） | 不在期間（1963年10月18日 - 1979年5月4日） | 不在期間（1963年10月18日 - 1979年5月4日） | 不在期間（1963年10月18日 - 1979年5月4日）                                 | ジェームズ・キャラハン |                              |
|              | ウィリアム・ホワイトロー William Stephen Ian Whitelaw |                                           | 1979年5月4日 - 1988年1月10日              | 保守党                                    | 内務大臣 (1983年まで) 枢密院議長 (1983年より) 貴族院院内総務 (1983年より) |                        | マーガレット・サッチャー     |
|              | 不在期間（1988年1月10日 - 1989年7月24日）             |                                           |                                           |                                           |                                                                           |                        | マーガレット・サッチャー     |
|              | ジェフリー・ハウ Richard Edward Geoffrey Howe         |                                           | 1989年7月24日 - 1990年11月1日             | 保守党                                    | 枢密院議長 庶民院院内総務                                                 |                        | マーガレット・サッチャー     |
|              | 不在期間（1990年11月1日 - 1995年7月20日）             | 不在期間（1990年11月1日 - 1995年7月20日） | 不在期間（1990年11月1日 - 1995年7月20日） | 不在期間（1990年11月1日 - 1995年7月20日） | 不在期間（1990年11月1日 - 1995年7月20日）                                 |                        | ジョン・メージャー           |
|              | マイケル・ヘーゼルタイン Michael Ray Dibdin Heseltine |                                           | 1995年7月20日 - 1997年5月2日              | 保守党                                    | 筆頭国務大臣                                                              |                        | ジョン・メージャー           |
|              | ジョン・プレスコット John Leslie Prescott             |                                           | 1997年5月2日 - 2007年6月27日              | 労働党 (副党首)                           | 環境・運輸および地域 担当大臣 (2001年まで) 筆頭国務大臣 (2001年より)      |                        | トニー・ブレア               |
|              | 不在期間（2007年6月27日 - 2010年5月11日）             | 不在期間（2007年6月27日 - 2010年5月11日） | 不在期間（2007年6月27日 - 2010年5月11日） | 不在期間（2007年6月27日 - 2010年5月11日） | 不在期間（2007年6月27日 - 2010年5月11日）                                 |                        | ゴードン・ブラウン           |
|              | ニック・クレッグ Nicholas William Peter Clegg         |                                           | 2010年5月11日 - 2015年5月8日              | 自由 民主党 (党首)                        | 枢密院議長 政治・憲法改革担当大臣                                         |                        | デーヴィッド・キャメロン     |
|              | 不在期間（2015年5月8日 - 2021年9月15日）              |                                           |                                           |                                           |                                                                           |                        | デーヴィッド・キャメロン     |
|              | テリーザ・メイ                                        |                                           |                                           |                                           |                                                                           |                        |                              |
|              | ドミニク・ラーブ Dominic Rennie Raab                  |                                           | 2021年9月15日 - 2022年9月6日              | 保守党                                    | 司法大臣 大法官                                                           |                        | ボリス・ジョンソン           |
|              | テレーズ・コフィー Thérèse Coffey                     |                                           | 2022年9月6日 - 2022年10月25日             | 保守党                                    | 保健・社会介護大臣                                                        |                        | リズ・トラス                 |
|              | ドミニク・ラーブ Dominic Rennie Raab                  |                                           | 2022年10月25日 - 2023年4月21日            | 保守党                                    | 司法大臣 大法官                                                           |                        | リシ・スナク                 |
|              | オリバー・ダウデン Oliver James Dowden                |                                           | 2023年4月21日 - 2024年7月5日              | 保守党                                    | ランカスター公領大臣                                                      |                        | リシ・スナク                 |
|              | アンジェラ・レイナー Angela rayner                    |                                           | 2024年7月5日 -                            | 労働党                                    | レベルアップ・住宅・コミュニティー担当大臣                                |                        | キア・スターマー             |